# URL

Relacje między URI a URL i URN

URL (ang. Uniform Resource Locator) – ujednolicony format adresowania (określania lokalizacji) zasobów (informacji, danych, usług) stosowany w Internecie i w sieciach lokalnych. Standard URL opisany jest w dokumencie RFC 1738 ↓.
Tak zwany adres URL najczęściej kojarzony jest z adresami stron WWW, ale ten format adresowania służy do określania lokalizacji wszelkich zasobów dostępnych w Internecie.

## Opis formatu

### Elementy adresu
URL składa się ze schematu (ang. scheme), czyli części określającej rodzaj zasobu/usługi, dwukropka i części zależnej od rodzaju zasobu (ang. scheme-specific part) zawsze zaczynającej się od ukośnika /, czyli ma postać:
```
<schemat> : <specyficzna dla schematu część hierarchiczna>
```

- Przykład prostego adresu URL:

```
http://www.wikipedia.org/wiki/URL

\__/   \_______________/\_______/
 |            |             |
protokół     
host
        ścieżka
        (adres serwera)  do zasobu
```

- Przykład rozbudowanego adresu URL:

```
http://hans:geheim@www.example.org:8080/demo/example.cgi?land=de&stadt=aa

\__/   \__/ \____/ \_____________/ \__/\_______________/ \______________/
 |      |     |           |         |          |                 |
 |    login   |          host      port     ścieżka           ścieżka
protokół    hasło  (adres serwera)         do zasobu        wyszukiwania
```

Często oprogramowanie, szczególnie przeglądarki internetowe, akceptuje także niepoprawne formy adresów – pominięty separator // czy określenie protokołu http://, np.:
```
wikipedia.org/wiki/URL
```

### Rodzaj zasobu (schemat)
Nazwa schematu (usługi) może składać się z małych liter, cyfr, plusa, dywiza oraz kropki. Ze względu na możliwość występowania pomyłek, na ogół akceptowane są przez oprogramowanie także wielkie litery. Popularne rodzaje zasobów:
- ftp – usługa FTP
- http – usługa WWW
- https – usługa szyfrowanego protokołu HTTP
- telnet – usługa telnet
- nntp – usługa Usenet
- wais – usługa WAIS
- gopher – usługa Gopher
- news – usługa Usenet
- mailto – poczta elektroniczna
- file – plik lokalny
- jid – Jabber/XMPP

### Część zależna od rodzaju zasobu
Część zależna od rodzaju usługi zwykle przybiera jedną z postaci:
- W przypadku zasobów będących plikami:

```
//adres_serwera:port/sciezka_dostępu
```

Jeżeli port jest standardowy dla danego rodzaju zasobu, jest pomijany i stosuje się formę uproszczoną:
```
//adres_serwera/sciezka_dostępu
```

W niektórych przypadkach (np. usługa FTP) może być wymagane podanie nazwy użytkownika i hasła:
```
//nazwa_użytkownika:hasło@adres_serwera/sciezka_dostępu
```

ale najczęściej zarówno nazwa_użytkownika, jak i hasło nie są wymagane i mogą być pominięte. Należy także zauważyć, że podawanie hasła w ten sposób może doprowadzić do naruszenia bezpieczeństwa systemu – w łatwy sposób niepowołana osoba może takie hasło przejąć.
- W przypadku zasobów niebędących plikami (konta shellowe, adresy email itp.):

```
nazwa_uzytkownika@adres_serwera
```